# Sasca Montană (gmina)
Gmina Sasca Montană – gmina w okręgu Caraș-Severin w zachodniej Rumunii. Zamieszkuje ją 1834 osób. W skład gminy wchodzą miejscowości Sasca Montană, Bogodinț, Potoc, Sasca Română  i Slatina-Nera. 